# Mara Bèltxeva
Mara Ivаnova Bèltxeva búlgar: Мара Иванова Белчева, Sevlíevo, llavors Imperi Otomà, 8 de setembre de 1868 – Sofia, Regne de Bulgària, 16 de març de 1937)fou una poetessa i traductora búlgara.

## Biografia
Bèltxeva va néixer a Sevlíevo. El seu pare fou un líder de la revolta d'abril contra l'Imperi Otomà. Es va graduar a l'escola secundària de Veliko Tàrnovo i va anar a estudiar a una escola de dones de Viena.
En 1886, es va casar amb Hristo Bèltxev, poeta i economista que va exercir com a ministre de finances amb el primer ministre Stèfan Stambolov. Un intent d'assassinat Stambolov va llevar la vida a Bèltxev en 1891. (El mateix Stambolov fou finalment assassinat el 1895).
El tsar Ferran I va quedar captivat amb Bèltxeva i tenia una escultura de marbre feta per ella al seu escriptori. El tsar desitjava que servís com a dama d'honor de la seva mare, Clementina d'Orleans, però ella va rebutjar una vida a palau.

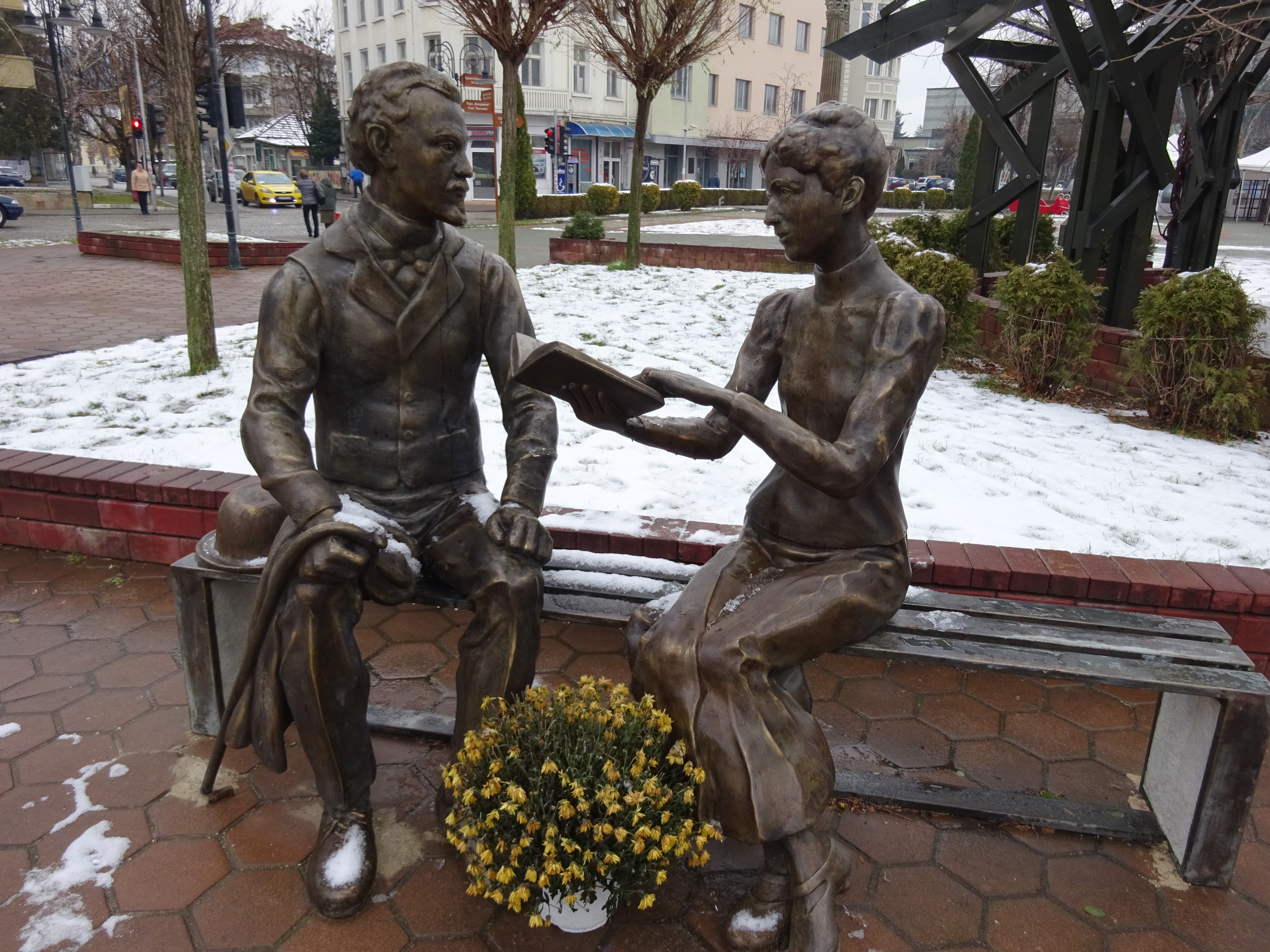
Monument a Pentxo Slavèikov i Mara Beltxeva a Sevlievo

Bèltxeva va anar a Viena per estudiar filologia. Allà, el 1903, va conèixer el poeta Pentxo Slavèikov, amb qui va començar una relació que es perllongaria fins a la mort de Pentxo, el 1912.Mai no es van casar, però als seus escrits ell s'hi referia com la seva "muller". El 1911 van anar junts a Itàlia, perquè la salut del poeta s'havia deteriorat. La parella es va instal·lar a la ciutat de Brunate, a prop del llac de Como, on el clima era favorable per a Pentxo. No obstant això, al maig de 1912, Pentxo Slavèikov va morir. Mara va tornar a Sofia i va viure modestament fins al final de la seva vida. Va morir el 1937.
Durant la Segona Guerra dels Balcans, el 1913, va treballar com a infermera, i després va fer de mestra a Russe i Sofia.

## Creatitivitat
Bèltxeva va començar a publicar poesia el 1907. Petites en volum, les seves obres són un fenomen únic en la història de la poesia "femenina" búlgara. Les lletres íntimes de Bèltxeva estan plenes de sentiments i reflexions tendres. La seva poesia és l'himne del seu amor tendre en vers, que més tard es convertiria en cançons.
Va publicar tres col·leccions de poesia: Na praga stapki, búlgar: На прага стъпки ("Passos al llindar", 1918), Soneti, búlgar: Сонети ("Sonets", 1926) i Izbrani pensi, búlgar: Избрани песни ("Cançons seleccionades", 1931). Va publicar una biografia de Slavèikov el 1925. També va traduir al búlgar el llibre de Friedrich Nietzsche Also sprach Zarathustra i Die versunkene Glocke de Gerhart Hauptmann.

## Honors
Ella i Slavèikov apareixen al bitllet de 50 leva.Beltxeva és la segona dona famosa que apareix al paper moneda de Bulgària.

## Obres
- На прага стъпки. Poemes. Al. Paskaleva, 1918.
- Пенчо Славейков. Бегли спомени. Impressió estatal, 1923.
- Сонети. 1925.
- Избрани песни. Стихове. Casa editorial "S. M. Staikov", 1931.
- Един живот. Поезия, преводи, дневник, спомени, писма. Composició: Mirela Ivanova. Redacció: Iren Ivantxeva. Editorial universitària "St. Kliment Ohridski" 1995.
- И сенките ни тихо ще се слеят. Стихове и писма (en col·laboració amb Pentxo Slavèikov). Persei, 2010.
- Весталка, неразбулена мечта. Стихове. Izida, 2013.
- Мара Белчева. Поезия. Т. 1. Selecció: Milena Kirova; notes i comentaris - Albena Vatxeva; selecció i comentaris de la part documental - Katia Zografova. Sofia: Kivea, 2018, 351 pàgs. ISBN 978-954-474-729-9
- Мара Белчева. Проза и преводи. Т. 2. Selecció: Milena Kirova; notes i comentaris - Albena Vatxeva; selecció i comentaris de la part documental - Katia Zografova. Sofia: Kivea, 2018, 351 pàgs. ISBN 978-954-474-729-9

### Per a ella
- Ivan Spassov. И слънцето върни. Български поетеси (Литературнокритични очерци). Sofia: Bàlgarski píssatel, 1987
- Iren Ivantxeva. „Спомен от бъдещето за Мара Белчева“. Предг. – В: Мара Белчева. Един живот: Поезия, преводи, дневник, спомени, писма. Composició. Mirela Ivanova. Redacció: Iren Ivantxeva. Sofia: Editorial Universitària "St. Kliment Ohridski", 1995.
- Blagòvesta Kassabova. „Ръми в душата ми...“: Щрихи към портрета на Мара Белчева. Sofia: Snejana, 1995
- Мария Кайкиева. Мара Белчева, 1868 – 1937: Био-библиография. Pazardjik, 1996
- Анастасия Първанова. Творчеството е любов. Кн. 1. Евгения Марс, Мара Белчева, Яна Язова. Sofia: Vaniu Nedkov, 1999
- Albena Batxeva. „Чуй, тихий извор е дълбок!“: Мара Белчева (1868 – 1937)“. – В: „Неканоничната българска литература“. Т. 1. Editorial Universitària de Blagòevgrad "Neòfit Rilski", pàgines 65 a 79. Versió en línia a LiterNet.
- Sofia Anguelova. „Мара Белчева“. В: Неслученият канон. Български писателки от Възраждането до Втората световна война. Selecció i redacció. Milena Kirova. Sofia: Altera, 2009
- Milena Kirova. „Мара Белчева, или изборът да бъдеш Ехо“ Arxivat 2015-12-27 a Wayback Machine., Public Republic, 20 d'agost de 2010.
- Iren Ivantxeva. „Мара Белчева (1868 – 1937). Тя рече: „На свое слънце грее се душата“. – В: Гласове на жени в българската поезия. Аспекти на междутекстовост (от средата на XIX до 40-те години на XX век). Sofia, Prosveta, 2015, pàgs. 286-349.

## Sonet XIV
| « | (búlgar) Сонет XIV Не е от люлката до гроба само – животът ни е скитник все на път. И със дела-надежди той на рамо минава през гробовете отвъд. И мълчаливий път го води тамо, крилати серафими де летят, към дверите свещени на отца Му, на истината дето грей ключът. През тихи теменужени градини, на лилиите в белите одежди, надъхан със дъха на мъдростта, той аметистовия праг ще мине и ще стовари там дела-надежди пред слънчевия праг на любовта. | (català) Sonet XIV No és només del bressol a la tomba - la nostra vida és rodamón sempre caminant. I amb fets-esperances a l'espatlla passa per les tombes i va més enllà. I un camí silenciós allí el porta, on serafins alats estan volant, cap a les portes sagrades del seu Pare, de la veritat on la clau està brillant. Pels jardins tranquils i violetes, de lliris en robes blanques, emocionat d'alè de saviesa, ell passarà el llindar ametista i descarregarà allà fets-esperances davant del solitari llindar de l'amor. | » |